# Synthetic Generation
Synthetic Generation es el álbum debut de la banda sueca de metal industrial Deathstars.

## Lista de canciones
1. "Semi-Automatic" – 4:17
2. "Synthetic Generation" – 3:28
3. "New Dead Nation" – 3:39
4. "Syndrome" – 3:10
5. "Modern Death" – 3:57
6. "Little Angel" – 4:11
7. "The Revolution Exodus" – 4:00
8. "Damn Me" – 3:33
9. "The Rape of Virtue" – 3:54
10. "Genocide" – 3:39
11. "No Light to Shun" – 3:24

Bonus Tracks
1. "White Wedding" (Billy Idol Cover) (On Limited Edition)
2. "Our God, the Drugs" (On Limited Edition)
3. "Synthetic Generation (Video)" (On Limited Edition)
4. "Syndrome (Video)" (On Limited Edition)

## Créditos
- Whiplasher Bernadotte - Voz
- Beast X Electric - Guitarra
- Nightmare Industries - Guitarra, teclados y Bajo
- Bone W Machine - Batería
- Johanna Beckström - Voz Adicional

- Datos: Q2316064